# Antoni Czyżewicz
Antoni Czyżewicz (ur. 5 kwietnia 1887 w Wilnie, zm. wiosną 1940 w Charkowie) – kapitan administracji Wojska Polskiego, ofiara zbrodni katyńskiej.

## Życiorys
Urodził się jako syn Antoniego i Wiktorii z domu Biedrzycka. Absolwent Gimnazjum św. Anny w Krakowie z 1908. Wówczas rozpoczął studia na Politechnice w Monachium, po pierwszym semestrze studiował na Uniwersytecie Jagiellońskim, później od 1909 do 1910 na wreszcie na Uniwersytecie Franciszkańskim we Lwowie (1909/1910), po czym od 1910 do 1913 studiował medycynę w Collegium Medicum Uniwersytetu Jagiellońskiego.
Po wybuchu I wojny światowej 6 sierpnia 1914 wstąpił do Legionów Polskich. W 1916 był sierżantem sanitarnym. 1 listopada 1916 roku został mianowany chorążym sanitarnym w 5 pułku piechoty. Po kryzysie przysięgowym wstąpił do Polskiego Korpusu Posiłkowego. Po usiłowaniu przedarcia się II Brygady pod Rarańczą, został aresztowany i był sądzony w procesie w Marmaros-Sziget od 8 czerwca do 30 września 1918.
Po odzyskaniu przez Polskę niepodległości wstąpił do Wojska Polskiego w listopadzie 1918. Został awansowany do stopnia kapitana ze starszeństwem z dniem 1 czerwca. Podczas wojny polsko-bolszewickiej w listopadzie 1920 lekarz Wojskowego Zakładu Karnego w Warszawie. Po wojnie służył w 7 batalionie sanitarnym, od 1922 w 3 batalionie sanitarnym, następnie w 1 batalionie sanitarnym, 7 Szpitalu Okręgowym. Później został dowódcą plutonu w Szkole Podchorążych Sanitarnych. W 1925 był odkomenderowany do Muzeum Wojska Polskiego w Warszawie. W 1928 w stopniu kapitana był zweryfikowany w korpusie oficerów administracji dział sanitarny z lokatą 7. Wówczas był pracownikiem Centralnych Zakładach Zaopatrzenia Sanitarnego oraz kierownikiem tamtejszej biblioteki i muzeum. 30 kwietnia 1933 został przeniesiony w stan spoczynku. W 1934 był zweryfikowany w korpusie oficerów administracji z lokatą 2.
Działał jako współpracownik czasopism „Polska Zbrojna” i „Gazeta Polska”. Publikował prace, w tym pożegnalną publikację o gen. bryg. Stefanie Hubickim.
Po wybuchu II wojny światowej w czasie kampanii wrześniowej był zmobilizowany. Po agresji ZSRR na Polskę z 17 września 1939 został aresztowany przez Sowietów i przewieziony do obozu w Starobielsku. Wiosną 1940 został zamordowany przez funkcjonariuszy NKWD w Charkowie i pogrzebany potajemnie w masowej mogile w Piatichatkach, gdzie od 17 czerwca 2000 mieści się oficjalnie Cmentarz Ofiar Totalitaryzmu w Charkowie. Figuruje na Liście Starobielskiej NKWD, pod poz. 3686.

## Upamiętnienie
5 października 2007 minister obrony narodowej Aleksander Szczygło mianował go pośmiertnie na stopień majora. Awans został ogłoszony 9 listopada 2007 w Warszawie, w trakcie uroczystości „Katyń Pamiętamy – Uczcijmy Pamięć Bohaterów”.

## Publikacje
- Pożegnanie pierwszego komendanta Szkoły Podchorążych Sanitarnych gen. bryg. dr. Stefana Hubickiego (1929)
- Służba zdrowia armii niemieckiej w pierwszych latach Wojny Światowej (1932)[11]

## Ordery i odznaczenia
- Krzyż Niepodległości
- Krzyż Walecznych – dwukrotnie